# VM i håndbold 2031 (mænd)
|  | Denne artikel indeholder information om en fremtidig sportsbegivenhed Der kan forekomme spekulativ information, og indholdet kan ændres dramatisk når arrangementet nærmer sig og mere information bliver tilgængelig. |

Verdensmesterskabet i håndbold for mænd 2031 bliver det 32. VM i håndbold for mænd arrangeret af IHF og afholdes i Danmark, Island og Norge. Det vil blive fjerde gang, at Danmark er vært eller medvært for en VM-slutrunde i herrehåndbold. De tidligere værtskaber fandt eller finder sted i 1978, 2019 (sammen med Tyskland) og 2025 (sammen med Norge og Kroatien. Hele slutspillet fra kvartfinaler til bronzekamp og finale vil blive spillet i Danmark.

## Budproces
I april 2023 annoncerede IHF at de gerne ville modtage bud på at afholde slutrunderne i 2029 og 2031. Tre bud endte med at udtrykke interesse i at afholde slutrunden. De samme tre bud viste interesse for både 2029 og 2031 slutrunderne.
- Danmark/ Island/ Norge[4][5]
- Frankrig/ Tyskland (i første omgang med  Schweiz)[6]
- Saudi-Arabien[7][8][9][10]

Den 1. marts skulle buddene være bindende og to bud var tilbage:
- Danmark/ Island/ Norge
- Frankrig/ Tyskland

Danmark/Island/Norge blev tildelt værtsskabet for slutrunden den 16. april 2024 i Créteil, Frankrig. Frankrig og Tyskland blev tildelt værtsskabet for VM i 2029.